# Гинзбург, Абрам Соломонович
Абрам Соломонович Гинзбург (1911, Могилёв — 1996, Москва) — советский учёный-теплофизик, создатель метода рециркулярной и изотермической сушки пищевых продуктов, доктор технических наук (1952), профессор (1953), заслуженный деятель науки и техники РСФСР (1981).

## Биография
Окончил Московский технологический институт пищевой промышленности (1933) и продолжил там работать как ассистент, преподаватель, доцент, профессор.
В 1952 году защитил докторскую диссертацию на тему «Теоретические основы процесса выпечки хлеба», в которой разработал теорию переноса тепла и влаги в процессе выпечки хлеба.
Создатель метода рециркулярной и изотермической сушки.
Автор более 300 научных работ, в том числе 12 монографий.
Брат — доктор искусствоведения, профессор Московской консерватории Лев Соломонович Гинзбург (1907—1981).

## Книги
- Современные конструкции хлебопекарных печей [Текст]. — Москва: Пищепромиздат, 1958. — 156 с., 2 л. табл.: ил.; 23 см.
- Сушильные установки хлебопекарной промышленности [Текст]. — Москва: Пищепромиздат, 1954. — 196 с.; 1 л. граф., 1 отд. л. диагр. : ил., граф., диагр.; 23 см.
- Теплофизические основы процесса выпечки [Текст]. — Москва: Пищепромиздат, 1955. — 476 с., 1 л. табл., 1 отд. л. диагр.: ил.; 23 см.
- Инфракрасная техника в пищевой промышленности [Текст]. — Москва: Пищевая пром-сть, 1966. — 407 с. : ил.; 22 см.
- Сушка пищевых продуктов [Текст]: [Учеб. пособие для техн. специальностей вузов пищевой пром-сти]. — Москва: Пищепромиздат, 1960. — 683 с., 1 л. диагр.: ил.; 23 см.
- Основы теории и техники сушки пищевых продуктов [Текст]: [Для вузов по специальностям пищевой пром-сти]. — Москва: Пищ. пром-сть, 1973. — 528 с., 1 отд. л. диагр.: черт.; 22 см.
- Расчет и проектирование сушильных установок пищевой промышленности: [Учеб. пособие для вузов по спец. группы «Технология пищ. продуктов» и «Машины и аппараты пищ. пр-в»] / А. С. Гинзбург. — М.: Агропромиздат, 1985. — 336 с.: ил.; 22 см; ISBN В пер.
- A kenyérsütő kemencék fűtőinek műszaki kézikönyve [Текст] / A. Sz. Ginzburo. — Budapest: Élelmiszeripari és begyűjtési könyv- és lapkiadó vállalat, 1952. — 85 с. : ил.; 20 см.
- Массовлагообменные характеристики пищевых продуктов: Справочник / А. С. Гинзбург, И. М. Савина. — М.: Лег. и пищ. пром-сть, 1982. — 280 с.: ил.; 21 см; ISBN В пер.
- Сушка пищевых продуктов в кипящем слое [Текст] / А. С. Гинзбург, В. А. Резчиков. — Москва: Пищевая пром-сть, 1966. — 196 с.: черт.; 22 см.
- Теплофизические характеристики картофеля, овощей и плодов / А. С. Гинзбург, М. А. Громов. — М.: Агропромиздат, 1987. — 270,[2] с.: ил.; 22 см; ISBN (В пер.)
- Теплофизические характеристики пищевых продуктов: Справочник / А. С. Гинзбург, М. А. Громов, Г. И. Красовская. — 3-е изд., доп. и перераб. — М.: Агропромиздат, 1990. — 286,[1] с.: ил.; 21 см; ISBN 5-10-001411-3 (В пер.)
- Техническое руководство для рабочих тестоприготовительного цеха хлебозаводов [Текст]: Утв. Глав. упр. хлебопекарной пром-сти НКПищепрома СССР / А. С. Гинзбург, М. И. Горчаков, В. Е. Соколов. — Москва ; Ленинград: Пищепромиздат, 1936 (М.: тип. «Известий ЦИК СССР и ВЦИК»). — Переплет, 210 с.: ил.; 14х11 см. — (Технический минимум).
- Оборудование для сублимационной сушки жидких пищевых продуктов [Текст]: Обзор / Д-р техн. наук, проф. А. С. Гинзбург, канд. техн. наук Б. М. Ляховицкий. — Москва: [б. и.], 1970. — 68 с.: ил.; 22 см.

## Звания и награды
Заслуженный деятель науки и техники РСФСР (1981). Лауреат Премии Совета Министров СССР (1988).